# Екатерина Комнина
Екатерина Българска или Екатерина Комнина е българска княгиня и византийска императрица, съпруга на император Исак I Комнин.

## Произход
Дъщеря е на българския цар Иван Владислав и на царица Мария. Има шест братя и пет сестри, сред които: 
- Пресиян II, владетел на България
- Алусиан, стратег на Теодосиополис (дн. Ерзурум), претендент за българския престол
- Аарон, пълководец, катепан на Васпуркан, управител на Иверия, дук на Едеса
- Траян, княз
- Радомир, патриций

## Ранни години
След като Василий II Българоубиец унищожава Първото българско царство през 1018 г., в знак на благодарност към царица Мария, която прекратява съпротивата срещу византийците, императорът интегрира семейството ѝ в редовете на византийската аристокрация.
Във Византия семейството на Екатерина става важен фактор в дворцовия живот и взема активно участие в дворцовите интриги. През 1029 г. брат ѝ Пресиян и майка ѝ, бившата царица Мария, организират дворцов заговор срещу император Роман III Аргир. Заговорът е разкрит, Пресиян е ослепен, а Мария е заточена в Мантилейския манастир в тема Вукеларион (Мала Азия). Като член на семейството Екатерина вероятно споделя съдбата на роднините си и също е изпратена на заточение в Армения.

## Брак с Исак
Екатерина се омъжва за Исак I Комнин, от когото има две деца – Мануил Комнин († преди 1059) и Мария Комнина (монахиня).
През 1057 г., след като оглавява бунт срещу Михаил VI Стратиот, Исак I Комнин заема императорския престол, което става не и без помощта на другия брат на Екатерина – Аарон, а самата Екатерина става императрица на Византия. В хрониката си Йоан Скилица казва по този повод:
| „                     | А като го обвинявали, че насилствено завзел властта от Михаил, той казвал: „Срамувах се да робувам на този, който е бил заедно с мен роб, и да не получа дължимото.“ А с жена си се шегувал, като казвал, че по-рано била робиня, а сега той я е освободил. Казвал още за близките си, че те за другите са напаст, но за узурпатора подкрепа. А и императрицата Екатерина казвала, че на никаква жива твар не е ставала господарка, а е само сменила едно царство с друго. | “ |
| Йоан Скилица. Хроника | |   |

Екатерина обаче се ползва с високата си титла само две години – до 1059 г., когато Исак I Комнин, покосен от болест, за която смята, че е смъртоносна, абдикира и става монах в манастира „Студион“. Михаил Псел описва подробно в хронографията си ролята на Екатерина в тези събития:
| „                        | VII, 79. И тъй, оттогава смут обзе двореца. Там беше императрицата, тази чудна жена, първа по благородство, която никому не отстъпваше в най-голямата добродетел [благочестието], а същи и императорската дъщеря... Прочее, двете жени, както и братът на императора и племенникът му бяха обкръжили леглото му. Те му казваха последни думи и проливаха прощални сълзи. Искаха да го изпратят пак в Големия дворец, за да може, като отиде там, да вземе необходимите мерки и родът му, който е споделил нещастието му, да не изгуби щастливия царски живот.... 80. И тъй, когато императорът се съгласи на тази промяна, той не изостави благородното си държание и не излезе от спалнята си воден за ръка... Целият му род го беше окръжил, като всички ридаеха и ако можеха, биха издъхнали с него. Императрицата започваше жалбите, а дъщеря ѝ отговаряше, като плачеше по-жалостиво от майка си. 81. Това правеха те тогава. А императорът си спомняше, че ще премине към по-добро съществуване, и искаше да промени живота си. Императрицата пък, като не знаеше, че това желание беше дълбоко в сърцето му, обвиняваше за намерението му повече наш всички, отколкото него. И тъй, когато видя и мен, тя ми каза: „Дано да се радваме на съветите ти толкова, колкото искаш, философе! Колко хубаво ни отвръщаш, като гледаш императора да приеме монашеския живот!“ 82. А аз веднага започнах да се кълна, че никога не съм мислил такова нещо, и попитах императора, който лежеше, откъде му беше дошло това намерение. Той каза: „Ами тя, придържайки се към женския си нрав (точно така каза той), ни пречи, когато замисляме най-доброто и обвинява повече другите, отколкото мен за решението ми.“ – „Да, каза тя. И ако би се отметнал, което искам и желая, хайде, аз приемам върху себе си всичките ти грехове. Аз ще се застъпя за теб пред съдника Бог за всички прегрешения, които си направил. Нека бъдеш оневинен за делата си, а мен би ми било приятно дори червеи да ме изядат, гъст мрак да ме покрие и огън да ме изгори. И сега няма ли да се смилиш над самотата ни? Каква душа имаш ти, за да си отидеш от двореца и да оставиш на мен най-непоносимото вдовство, а на дъщеря си най-тежкото сирачество? И за нас това няма да бъде всичко, а ще последва и по-лошо. Ръце, едва ли човеколюбиви, ще ни отведат на далечно заточение. А може би ще ни определят и по-тежка съдба, и някой човек, който не знае милост, ще гледа как се мъчат най-близките ти същества. Ти ще преживееш промяната в живота си или ще си отидеш вероятно щастлив, докато за нас ще остане живот, по-горчив от смъртта.“ 83. И тъй, това каза императрицата, но думите ѝ не го склониха. След като изгуби надежда съветът ѝ да бъде чут, тя каза: „Направи си заместник в императорската власт най-благосклонния и най-разположения към нас човек, който да запази и към теб почит, докато си жив, а и към мене да се държи като син.“ | “ |
| Михаил Псел, Хронография | |   |

## Последни години
За свой наследник Исак Комнин посочва Константин Дука, при чието управление Екатерина продължава да се ползва с почестите, полагащи се на една августа, за което свидетелстват две по-късни писма – послания на Михаил Псел до Екатерина:
| „                                    | ...След това се осведомявам за твое Могъщество. Как е истинската императрица, която е обвита и украсена с накитите на добродетелите, която и по рождение е получила царска кръв и е надхвърлила първоначалната си слава с още по-могъща царска власт. | “ |
| Михаил Псел до императрица Екатерина | |   |

| „                                                                                  | За много години на великата василиса и самодържавна владетелка на ромеите и на Константин, великия император на ромеите Дука | “ |
| Послание от същия [т.е. Михаил Псел] като от самодържеца господаря Константин Дука | |   |

Екатерина последва съпруга си и се замонашва под името Елена, а заедно с нея се замонашва и дъщеря ѝ Мария. За последните ѝ години разказва и Йоан Скилица:
| „                     | Като облякъл монашески дрехи, Комнин се надявал известно време, че ще оздравее по някакъв начин, но като разбрал, че е окончателно загубен, отишъл в Студийския манастир, все още измъчван от болестта. Императрица Екатерина усилено го подтиквала към това решение. А и императрица Екатерина и дъщеря ѝ Мария си отрязали косите и заживели в дворците на Мирелей, като се подвизавали напълно като монахини.. Императрица Екатерина, която като монахиня се преименувала Елена, правела всяка година помен за императора, като събирала главно всички монаси, които се подвизавали в Студийския манастир, а също и някои други. Когато наближил краят ѝ, тя направила, както обикновено, обичайната годишнина за императора и наредила да се дадат на монасите в двоен размер всички обичайни неща. Игуменът понеже не доумявал и смирено търсил причината за удвояването, дошъл при нея и я попитал за това. Тя казала: „Защото, уважаеми [отче], не знам дали и догодина ще бъда с вас, тъй като Бог нарежда нашите работи може би не както ние искаме, а по своя воля.“ Така и станало. Тя умряла междувременно и поискала да бъде погребана при братята си в гробницата при Мирелейския манастир. Двамата, тя и императорът, били украсили пресветия храм на Предтечата, но да се съберат тези неща и да се разкажат добре, това е херкулесовска работа. | “ |
| Йоан Скилица. Хроника | |   |

Едно от последните сведения за императрица Екатерина се съдържа в хронологична бележка от 1063 г., написана на последната страница на четвероевангелие от втората половина на XI век, открито в библиотеката на Френското училище в цариградския квартал Фенер. Самото евангелие е подарено от императрица Екатерина на манастира „Света Троица“ на остров Халки (един от Принцовите острови). Бележката гласи следното:
| „ | Месец март, 1-ви индикт от 6571 г. Настоящето евангелие беше занесено в манастира „Света Троица“ в Халки от императрица Екатерина Комнина, преименувана като монахиня Ксения. Молете Господа за нея на утринната служба и на божествената литургия. | “ |